# الطب النبوي
الطب النبوي هو مصطلح يطلق على مجموعة النصائح المنقولة عن النبي محمد ﷺ تتعلق بأمور طبية الذي تطبب بها هو ووصفها لغيره، ووصلت على شكل أحاديث نبويه بعضها علاجي وبعضها وقائي، لم يستخدم مصطلح الطب النبوي على عهد النبي محمد ولا الصحابة ولا الخلفاء الراشدون إنما ظهرت في شكل أحاديث بدأ تجميعها على يد ابن قيم الجوزية في كتابه الطب النبوي وكتاب زاد المعاد وقام أيضاً الإمام البخاري والإمام مالك من تجميع هذه الأحاديث.
لا يصنف الطب النبوي ضمن علوم الطب أو بديل عن الاستعانة بالأطباء، فقد حث النبي محمد على تعلم الطب وعدم التداوي عن جهل وفي حديث ورد عنه صلى الله عليه وسلم أنه قال (من تطبب ولم يعلم منه طب فهو ضامن) رواه أبو داود والنسائي، كما ورد عن النبي محمد أنه أوصى المسلمون وقتها بالاستعانة بالحارث بن كلدة الذي لقب بطبيب العرب، وقال القفطي: «وأدرك الحارث بن كلدة الإسلام وكان رسول الله صلى الله عليه وسلم يأمر من كانت به علة أن يأتيه فيسأله عن علته».
على مر التاريخ شكك العديد من العلماء والفقهاء في صحة ما سمى بالطب النبوي وبعضهم رفض هذا المصطلح وأعتبروه مستحدثاً، فقد رفض ابن خلدون فكرة إلهية الطب النبوي ونفى صلة هذا بالوحي، وأعتبره مجموعة من الموروثات الجِبلية التي انبثقت من البيئة العربية التي كان يعيش فيها رسول الله لا أكثر، كذلك لسان الدين ابن الخطيب الذي قال إن «الشريعة لا تتعرض لمسائل الطب وحوادث الطبيعة التي يجب على البشر أن يدرسوها بأنفسهم ويستخدموا حواسهم وعقولهم في سبيل معرفتها».
أعتبر أيضاً الكثير من العلماء أن ما ورد بالأحاديث هو للتداوي والوقاية فقط وليس علاجاً ولا يندرج تحت بند الطب بالمفهوم الصحيح، وأن النبي محمد لم يكن طبيباً واستندوا على واقعة سعد بن أبي وقاص حينما أمره النبي بالاستعانة بطبيب، وأنتقد بعض العلماء من الأزهر الشريف أيضاً استغلال هذا المصطلح للتربح والشهرة والتدليس على العامة والخلط بين الأمور.

## أصل المصطلح
يعد الطب النبوي هو تعبير مستحدث وظهر في بدايات القرن الرابع الهجري إذ صنف أبو بكر بن السني (364هـ) كتاب “الطب في الحديث” وصنف أبو عبيد بن الحسن الحراني (369هـ) كتاب “الطب النبوي” وتوالت المصنفات بعدئذ بهذا الاسم لأبي نعيم الأصبهاني (430هـ) وأبي العباس المستغفري (432هـ) وأبي القاسم النيسابوري (406هـ) وغيرهم وصولا إلى القرن الثامن والتاسع الهجريين إذ نجد مصنفات للذهبي (748هـ) وابن قيم الجوزية (751هـ) ثم السخاوي (902هـ) والسيوطي (911هـ) وغيرهم.

## تصنيف الأمراض
تصنف الأمراض حسب الطب النبوي إلى نوعين مرض القلوب، ومرض الأبدان، وهما مذكوران في القرآن. يقول ابن القيم:«ومرض القلوب نوعان: مرض شبهةٍ وشك ﴿فِي قُلُوبِهِمْ مَرَضٌ فَزَادَهُمُ اللَّهُ مَرَضًا﴾ [البقرة:10]، ومرض شهوةٍ وغي ﴿يَا نِسَاءَ النَّبِيِّ لَسْتُنَّ كَأَحَدٍ مِنَ النِّسَاءِ إِنِ اتَّقَيْتُنَّ فَلَا تَخْضَعْنَ بِالْقَوْلِ فَيَطْمَعَ الَّذِي فِي قَلْبِهِ مَرَضٌ﴾ [الأحزاب:32]، فهذا مرض شهوة الزنا. وأما مرض الأبدان ﴿لَيْسَ عَلَى الْأَعْمَى حَرَجٌ وَلَا عَلَى الْأَعْرَجِ حَرَجٌ﴾ [النور:61]»

## آراء ابن القيم الجوزية
يشرح ابن قيم الجوزية خطوات العلاج في ضوء فلسفة الطب النبوي كالتالي: «وأمراض المادة أسبابها معها تمدها، وإذا كان سبب المرض معه، فالنظر في السبب ينبغي أن يكون أولا، ثم في المرض ثانيًا، ثم في الدواء ثالثًا».
ويصف الطبيب في قوله: «هو الذي يفرق ما يضرُّ بالإنسان جمعُه، أو يجمعُ فيه ما يضرُّه تفرُّقه، أو ينقُصُ منه ما يضرُّه زيادَته، أو يزيدُ فيه ما يضرُّه نقصُه، فيجلِب الصحة المفقودة، أو يحفظُها بالشكل والشبه؛ ويدفعُ العِلَّةَ الموجودة بالضد والنقيض، ويخرجها، أو يدفعُها بما يمنع من حصولها بالحِمية».
يقول ابن قيم الجوزية: "فكان من هَدْيِ النبي صلى الله عليه وسلم فعلُ التداوى في نفسه، والأمرُ به لمن أصابه مرض من أهله وأصحابه، ولكن لم يكن مِن هَدْيه ولا هَدْى أصحابه استعمالُ الأدوية المركَّبة التي تسمى ((أقرباذين))، بل كان غالبُ أدويتهم بالمفردات، وربما أضافُوا إلى المفرد ما يعاونه، أو يَكْسِر سَوْرته، وهذا غالبُ طِبِّ الأُمم على اختلاف أجناسِها من العرب والتُّرك، وأهل البوادى قاطبةً، وإنما عُنى بالمركبات الرومُ واليونانيون، وأكثرُ طِبِّ الهند بالمفردات.
وقد اتفق الأطباء على أنه متى أمكن التداوى بالغذاء لا يُعْدَل عنه إلى الدواء، ومتى أمكن بالبسيط لا يُعْدَل عنه إلى المركَّب.
قالوا: وكل داء قدر على دفعه بالأغذية والحِمية، لم يُحاوَلْ دفعه بالأدوية.قالوا: ولا ينبغى للطبيب أن يولعَ بسقى الأدوية، فإنَّ الدواء إذا لم يجد في البدن داءً يُحلِّله، أو وجد داءً لا يُوافقه، أو وجد ما يُوافقه فزادت كميتهُ عليه، أو كيفيته، تشبَّث بالصحة، وعبث بها، وأربابُ التجارِب من الأطباء طِبُّهم بالمفردات غالباً، وهم أحد فِرَق الطبِّ الثلاث.والتحقيقُ في ذلك أن الأدوية من جنس الأغذية، فالأُمة والطائفة التي غالبُ أغذيتها المفردات، أمراضُها قليلة جداً، وطبُّها بالمفردات، وأهلُ المدن الذين غلبتْ عليهم الأغذيةُ المركَّبة يحتاجون إلى الأدوية المركَّبة، وسببُ ذلك أنَّ أمراضَهم في الغالب مركَّبةٌ، فالأدويةُ المركَّبة أنفعُ لها، وأمراضُ أهل البوادى والصحارى مفردة، فيكفى في مداواتها الأدوية المفردة. فهذا برهانٌ بحسب الصناعة الطبية" نفس المصدر السابق.

## أنواع العلاج بالطب النبوي
العلاج بالطب النبوي يشمل ثلاثة أنواع:
1-الأدوية النبوية الطبيعية ويشمل العلاج بالعسل وأبوال الإبل وألبانها وإخراج الدم والعلاج بالكي وبالحجامة والشبرم السنوت والحناء والتمر مثل «تمر العجوة» والتلبينة
2-الأدوية الإلهية وتشمل علاج العين والسحر وغيرهما بالمعوذات والرقى والاغتسال
3-المركب من الأمرين.

## انتقادات
شكك العديد من الفقهاء والعلماء على مر التاريخ في صحة ما يسمى بالطب النبوي، وأعتبروه مصطلح مستحدث لم يكن على عهد النبي محمد وأن ما ورد عنه لا يصنف ضمن الطب بل فقط للتداوي أو الوقاية.
رفض ابن خلدون فكرة إلهية الطب النبوي ونفى صلة هذا بالوحي، وأعتبره مجموعة من الموروثات الجِبلية التي انبثقت من البيئة العربية التي كان يعيش فيها رسول الله لا أكثر، وقال في مقدمته الشهيرة (وكان عند العرب من هذا الطب كثير، وكان فيهم أطباء معروفون كالحارث بن كلدة وغيره، والطب المنقول في الشرعيات من هذا القبيل وليس من الوحي في شيء وإنما هو أمر كان عادياً للعرب. ووقع في ذكر أحوال النبي صلى الله عليه وسلم من نوع ذكر أحواله التي هي عادة وجبلة لا من جهة أن ذلك مشروع على ذلك النحو من العمل).
أكد العديد من الفقهاء أن النبي محمد "بعث نبياً لا طبيباً"، وما جاء به من وصايا في هذا الإطار هي من باب "العناية بصحة الإنسان وفق ثقافة وعلم البيئة الزمانية والمكانية آنذاك، وليس بديلاً عن اللجوء للمختصين في مجال الطب الحديث.
وقال مفتي مصر علي جمعة إن "ذكر وصايا معينة للتداوي في بعض أحاديث النبي - صلى الله عليه وسلم - لا تحوله إلى علم يطلق عليه الطب النبوي، وتضعه في مواجهة الطب الحديث"، وحذر جمعة من الفهم المغلوط لبعض الأحاديث النبوية وقال بأن هذا تشخيص لواقع معين في زمن معين وظروف معينة، قد تصلح مع حالات ولا تصلح مع الأخرى، وليست من باب التشريع الذي يصلح لكل زمان ومكان".
قال الداعية المصري خالد الجندي عضو المجلس الأعلى للشؤون الإسلامية في مصر أنه لا يوجد هناك «طب نبوي»، وأشار أن ابن القيم كان يرى أن الروح أو النفس هي السبب في المرض، وهو كلام غير صحيح علميًا ولا أساس له من الصحة.